# Heidemarie Dresing
Heidemarie Dresing (geborene Heidemann; * 24. Juni 1955 in Hagen) ist eine deutsche Dressurreiterin im Behindertensport. Sie war mit 69 Jahren die älteste deutsche Para-Sportlerin des Paralympischen Teams bei den Sommer-Paralympics 2024 in Paris.

## Leben
Dresing ist von Beruf Diplom-Architektin und stammt aus Hagen. 2011 wurde bei ihr Multiple Sklerose diagnostiziert. Anfangs übte sie ihren Beruf trotzdem weiter aus, bis sie aus gesundheitlichen Gründen pensioniert wurde. 2012 zog sie nach Rheda-Wiedenbrück.
Dresing reitet seit ihrem 10. Lebensjahr und züchtet auch Pferde.
Sie ist seit 2019 verheiratet.

## Karriere
Dresing nahm vor ihrer Erkrankung an Dressur-Reitturnieren des Regelsports unter ihrem Geburtsnamen Heidemarie Heidemann teil.
Durch ihre Krankheit kann sie ihr linkes Bein und ihren linken Arm fast gar nicht bewegen und hat Gleichgewichtsstörungen, wie sie selbst 2021 in ihrem Kurzporträt beim ZDF sagte. Trotz der Gefahr häufiger Stürze und damit verbundenen Verletzungen verfolgt sie ihre Ziele im Para-Reitsport.
Bei den Deutschen Meisterschaften im Juni 2019 gewann sie auf ihrem Pferd Responsible for me mit 145,671 Punkten den ersten Platz in der Kategorie Grade II und wurde Deutsche Meisterin. Sie hatte ihr Europa-Meisterschafts-Debüt 2019 in Rotterdam, wo sie mit ihrer 2013 geborenen Hannoveraner-Stute La Boum den vierten Platz belegen konnte. Im Maimarkt-Turnier Mannheim gewann sie im Mai 2021 mit Steffen Zeibig, Saskia Deutz und Regine Mispelkamp den Nationenpreis für Deutschland.
Höhepunkt ihrer Karriere war die Teilnahme an den Paralympics 2020 in Tokio, die wegen der COVID-19-Pandemie im August 2021 stattfanden. Bei den Wettkämpfen im Baji Kōen (馬事公苑) Equestrian Park verpasste sie mit La Boum in der Einzelwertung der Kategorie Grade II mit 72,295 Punkten nur äußerst knapp die Bronzemedaille und erreichte den 4. Platz. Auch in der Kür belegte sie mit 74,867 Punkten hinter Lee Pearson, Pepo Puch und Georgia Wilson den 4. Platz.
Im Dressur-Mannschaftswettbewerb trat sie mit Saskia Deutz und Regine Mispelkamp an. Das Team erreichte 215,036 Punkte und damit den 7. Platz. Dresings Anteil daran waren 72,515 Punkte.
Bei den Deutschen Meisterschaften im Para-Dressurreiten 2022 gewann sie mit La Boum die Goldmedaille in der Kategorie Grade II  mit 149,68 Punkten. Damit qualifizierte sie sich für die Weltmeisterschaften in Herning (Dänemark), wo sie mit 70,970 Punkten den 7. Platz einnahm.
Bei den Europameisterschaften im Para-Dressurreiten 2023 in Riesenbeck erreichte sie in der Einzelwertung Grand Prix A 74,776 Punkte und gewann mit ihrem elfjährigen Oldenburger Horse24Dooloop die Goldmedaille. Gold erhielt sie auch in der Einzelwertung Kür mit 80,353 Punkten, wieder mit Horse24Dooloop.
Dresing qualifizierte sich für eine Teilnahme an den Sommer-Paralympics 2024 in Paris. Sie nahm im Einzelwettbewerb Grande II sowie im Mannschaftswettbewerb mit ihrem Pferd Dooloop teil und war die älteste Sportlerin der deutschen paralympischen Mannschaft. Während sie im Einzelwettbewerb Championship Test Grad II mit 73,103 Punkten auf Platz 4 gelangte, gewann sie im Teamwettbewerb mit Anna-Lena Niehues, Isabell Nowak und Regine Mispelkamp mit 223,751 Punkten die Bronzemedaille. Außerdem erhielt sie die Bronzemedaille in der Kür Grad II. Für diesen Medaillengewinn wurde sie am 4. November 2024 vom Bundespräsidenten mit dem Silbernen Lorbeerblatt ausgezeichnet.